# 九江府

江西省の九江府の位置（1820年）

九江府（きゅうこうふ）は、中国にかつて存在した府。元末から民国初年にかけて、現在の江西省九江市一帯に設置された。

## 概要
1361年、朱元璋により江州路が九江府と改められた。明のとき、九江府は江西省に属し、徳化・徳安・瑞昌・湖口・彭沢の5県を管轄した。
清のとき、九江府は江西省に属し、徳化・徳安・瑞昌・湖口・彭沢の5県を管轄した。
1913年、中華民国により九江府は廃止された。